# Tsuki (singel Namie Amuro)
Tsuki – trzydziesty dziewiąty singel japońskiej piosenkarki Namie Amuro. Został wydany 29 stycznia 2014 roku, w wersji CD i CD+DVD.

## Lista utworów
CD
| 1. | Tsuki                             | 3:38  |
|    |                                   |       |
| 2. | Neonlight Lipstick                | 3:48  |
|    |                                   |       |
| 3. | Ballerina                         | 2:57  |
|    |                                   |       |
| 4. | Tsuki (Instrumental)              | 3:38  |
|    |                                   |       |
| 5. | Neonlight Lipstick (Instrumental) | 3:48  |
|    |                                   |       |
| 6. | Ballerina (Instrumental)          | 2:57  |
|    |                                   |       |
|    |                                   | 20:46 |
|    |                                   |       |
DVD
| 1. | Tsuki (teledysk)              |  |
|    |                               |  |
| 2. | Neonlight Lipstick (teledysk) |  |
|    |                               |  |
| 3. | Ballerina (teledysk)          |  |
|    |                               |  |

## Oricon
| Diagram                                                    | Pozycja |
| ---------------------------------------------------------- | ------- |
| Tygodniowy diagram Oricon (w pierwszym tygodniu sprzedaży) | #3      |
| Miesięczny diagram Oricon (w pierwszym miesiącu sprzedaży) | #6      |
| Roczny diagram Oricon                                      | #90     |

### Pozycje na liście Oricon
Singiel „Tsuki” zajął miejsce 3. w cotygodniowym zestawieniu Oriconu. Sprzedano w sumie 67 293 egzemplarzy, co było 90. wynikiem w 2014 roku.

## Pozostałe informacje
Piosenka "Tsuki" uzyskała certyfikat Platinum od RIAJ za ponad 250 000 pobrań cyfrowych.
Naturalny krajobraz wyświetlany w teledysku "Tsuki" to sceneria w Islandii nakręcona pod koniec 2013 roku.
Utwór "Neonlight Lipstick" został użyty w reklamie Kose „Esprique”. Koncepcją teledysku "Neonlight Lipstick" jest baśń Królewna Śnieżka.
Piosenki "Ballerina" użyto w reklamie "RecoChoku".
W teledysku "Ballerina" Namie Amuro połączyła siły z Vogue Japan i Gucci, by zrealizować wspólny projekt mody kooperującej z muzyką. W teledysku Namie nosi ubrania zaprojektowane przez włoski dom mody Gucci.